# Los raíles del crimen (película)
Compartiment tueurs es una película francesa dirigida por Costa-Gavras y estrenada en 1965, cuyo título en español es Los raíles del crimen.

## Sinopsis
Un pasajero en un vagón cama en un tren Marsella - París es encontrado estrangulado. Posteriormente, varios de los otros ocupantes del compartimento donde se alojaba fueron asesinados, mientras que la policía intentó tomar declaración a cada uno de ellos. En la policía judicial, el inspector Grazziani (Yves Montand) y su ayudante Jean-Lou Gabert reciben la orden de poner fin rápidamente a esta ola de crímenes. Por extraño que parezca, el asesino es más rápido que la policía para encontrar a sus posibles víctimas, los cinco ocupantes supervivientes del compartimento.

## Ficha técnica
- Título original : Compartiment tueurs
- Título en inglés : The Sleeping Car Murder
- Realización : Costa-Gavras
- Guion y adaptación : Costa-Gavras, basada en la novela homónima de Sébastien Japrisot
- Diálogos : Sébastien Japrisot
- Producción : Julien Dérode
- Asistente realizador : Bernard Paul, Jean-Pierre Périer
- Supervisor : Annie Maurel
- Fotografía : Jean Tournier
- Sonido : Jean Nény, Joseph de Bretagne y Jacques Carrère
- Música : Michel Magne, publicado por Hortensia y P. MI. vs. F
- Montaje : Christian Gaudín
- Decorados : Rino Mondellini
- Formato : 35 mm  - blanco y negro - Mono (Sistema de grabación Westrex) - 2,35 : 1 - Franscopio
- Fecha de producción : 1965
- Responsables de producción : Jean-Paul Delamotte y Serge Lebeau
- Sociedad de producción : PECF
- Empresa distribuidora : 20th Century Fox (Francia)
- Impresión en los laboratorios Franay de Saint-Cloud
- Audición : S.I.M.O - Système Westrex
- Efectos ópticos : LAX
- País de origen :  Francia
- Idioma original : Francés
- Género : drama, detective, suspense
- Duración : 95 minutos
- Fechas de estrenos :
  -  Francia : 17 de noviembre de 1965
  -  Estados Unidos : 7 de marzo de 1966
- Restauración : Lumières Numériques ( 2016 )

## Intérpretes
- Yves Montand : El inspector Grazziani, conocido como "Grazzi"
- Jacques Perrin : Daniel, el joven viajero
- Catherine Allégret : Benjamine Bombat, dicho « Bambi »
- Pierre Mondy : El comisario Tarquin
- Claude Mann : El inspector Jean-Lou Gabert
- Jean-Louis Trintignant : Éric Grandin, un amante de Éliane
- Simone Signoret : Éliane Darrès, cómica
- Charles Denner : Bob Vaski, El amante de Georgette
- Michel Piccoli : René Cabourg, representante
- Pascale Roberts : Georgette Thomas, la primera víctima
- Jacques Dynam :El inspector  Malec
- André Valmy : un inspector
- Philippe Rouleau :El inspector Antoine
- Maurice Chevit : El inspector Moutard
- Nadine Alari : La señora Grazziani
- Monique Chaumette : La señora Rivolani
- Paul Pavel : Rivolani, Un pasajero en el compartimiento
- Bernadette Lafont : la hermana de Georgette
- Christian Marin : El cuñado de Georgette
- Serge Rousseau : El controlador de trenes
- Jenny Orléans :la hermana de René Cabourg
- Tanya Lopert : La señora Garaudy

### Sin acreditar
- Claude Dauphin : El hermano de Eliane
- Daniel Gélin : El veterinario
- Charles Millot : El médico forense
- Albert Michel : El dueño de la cafetería
- José Artur :El periodista
- William Sabatier : El comisario Tuffi
- Josée Steiner :El empleado del hotel Arizona
- André Weber : El borracho en el PJ
- Jacqueline Staup : El jefe de la Bambi
- Dominique Zardi : Un inspector en la cafetería
- Maurice Auzel : Un inspector en la cafetería
- Marcel Bozzuffi : Un oficial de policía
- Georges Geret : Un oficial de policía
- Dominique Bernard : Un empleado de la SNCF
- Lionel Vitrant : Un inspector
- Nicole Desailly: El conserje de Éliane
- Jean Droze : un hombre en la PJ
- Claude Berri : Un portero en la estación
- Françoise Arnoul : Una enfermera en la facultad de veterinaria
- Serge Marquand : un amante de Georgette
- Denise Péron : Un porrón
- Lucien Desagneaux : El hombre besando a una mujer en la cervecería
- Clément Harari : Un travesti esperando en la cabina telefónica
- Charles Gérard : Un travesti esperando en la cabina telefónica
- Edmond Ardisson : El policía de Marsella (voz)
- Jean Lefebvre
- Bernard Paul
- Robert Sabatier
- Francis Terzian :

## Producción
El rodaje tuvo lugar en varios barrios de París ( rue des Chantres, Gare de Lyon, quai des Célestins, avenue Rapp, 36, quai des Orfèvres, rue Bobillot, place de Rungis, Pont d'Iéna, rue Bernoulli, etc.) como en Val-de-Marne ( Escuela Nacional de Veterinaria de Alfort, estudios de Saint-Maurice ).

## Recepción

### Premios
- Premios de la Junta Nacional de Revisión 1967 : Mejores películas extranjeras y mejor película en lengua extranjera [2]
- Premio Edgar Allan Poe 1967 : nominación al premio a la mejor película

## Comentario
Al descubrir el libro Compartiment Killers de Sébastien Japrisot, Costa-Gavras escribió un guion y logró interesar al productor Julien Derode. La película tuvo éxito en Francia e incluso en Estados Unidos, donde recibió críticas muy favorables.
Costa-Gavras había conocido a Simone Signoret e Yves Montand en el rodaje de la película de René Clément, Le Jour et l'Heure, para la que había trabajado como asistente.
La película reúne a un sorprendente elenco de grandes actores y actores secundarios del cine francés de posguerra, incluso jóvenes estrellas de la Nouvelle Vague.

## Sobre de la película
Jean Lou, quien está a cargo de encontrar los nombres de los ocupantes del compartimento, dice que la SNCF no dice si el nombre es el de un hombre o el de una mujer. Y eso va a dar lugar a algunos malentendidos a lo largo de la película. La primera víctima, Georgette Thomas, tiene un nombre que también es un nombre de pila, el de un hombre. Cuando un policía de Marsella llama a Grazziani para decirle que Thomas tiene un Jules, tarda un tiempo en darse cuenta de que Thomas es una mujer. Garaudy es una mujer pero no tomó el tren, la litera está ocupada por Daniel. Grazziani cree que Éliane Darres se equivoca al decir que la litera estaba ocupada por un hombre. A Darres a veces se le llama Sra. Darres, Darres la actriz, Darres... o por su nombre de pila, Éliane, para recordarnos que es una mujer. O simplemente Darres. Está enamorada de Eric, quien prefiere la compañía de Jean Lou.